# Cal·licebins
Els cal·licebins (Callicebinae) són una subfamília de primats de la família dels pitècids. Aquest grup conté diversos gèneres, però gairebé tots estan extints i només en sobreviuen els gèneres Callicebus, Cheracebus i Plecturocebus. Tant els titís fòssils com els actuals són originaris de Sud-amèrica. En general, es creu que els cal·licebins aparegueren durant el Miocè inferior. Alguns científics classifiquen el gènere Tremacebus (de l'Oligocè superior) dins d'aquest grup, però el consens és que Tremacebus pertanyia a la família dels atèlids. Els xenotriquinis són un altre grup de cal·licebins extints.